# Norweska policja 1940–1945
Norweska policja 1940–1945 – norweskie kolaboracyjne formacje policyjne w okupowanej Norwegii podczas II wojny światowej.
Norweska policja powstała po zajęciu Norwegii przez wojska niemieckie w maju 1940. Podlegała Departamentowi Policji powołanemu 25 września przez Komisarza Rzeszy Josefa Terbovena. Na jego czele stał Jonas Lie (od 1941 r. miał on tytuł ministra policji). 
Norweska policja dzieliła się na następujące formacje:
- Statpolitiet (Policja Państwowa) – była główną formacją policyjną. Działała od 1 lipca 1941 r. Zajmowała się zwalczaniem szpiegostwa, ruchu oporu, sabotażu, dywersji itp. Struktura terytorialna dzieliła się na 6 okręgów z siedzibami w Oslo, Stavanger, Bergen, Trondheim, Tromsø i Kirkenes, na czele których stali „politipresidier”. W jej skład wchodziła Sikkerhetspolitiet (Tajna Policja Państwowa). W 1944 r. Statspolitiet liczyła 340 ludzi. Komendanci: Oliver Møystad, Karl Marthinsen, Henrik Rogstad
- Ordenspolitiet (Policja Porządkowa) – podlegały jej takie formacje, jak Cywilna Obrona Przeciwlotnicza (Det Sivile Luftvern), na czele której stał Johannes Halvorsen, czy Avdeling for Teknisk Nødhjelp og Bedriftsvern (płk Hvoslef). Komendanci: gen. mjr Egil Olbjørn, gen. mjr Erling Søvik
- Prispolitiet (Policja Celna) – liczyła ok. 200 ludzi, jej struktura terytorialna dzieliła się na 37 dystryktów „prispoliti”
- Miliærpolitiet (Żandarmeria Wojskowa)
- Grensepolitiet (Straż Graniczna) – utworzona pod koniec 1941 r., działalność rozpoczęła od stycznia 1942 r. Podlegała Statpolitiet, była jej największą formacją, liczącą w 1943] r. ok. 180 ludzi. Nosili oni mundury żandarmerii wojskowej. Komendanci: Erling Søvig, Gottfrid Skule
- Skole,- og Beredskapskompanier – rezerwowa szkolna jednostka policyjna.

Większość kadry oficerskiej i podoficerskiej norweskiej policji rekrutowała się spośród b. policjantów przedwojennych, a następnie weteranów wojennych z Ochotniczego Legionu Norweskiego, walczącego na froncie wschodnim. Szeregowi członkowie pochodzili z organizacji Hird, która podlegała faszystowskiej partii Nasjonal Samling Vidkuna Quislinga oraz norweskiego SS.